# Coventry-Premier

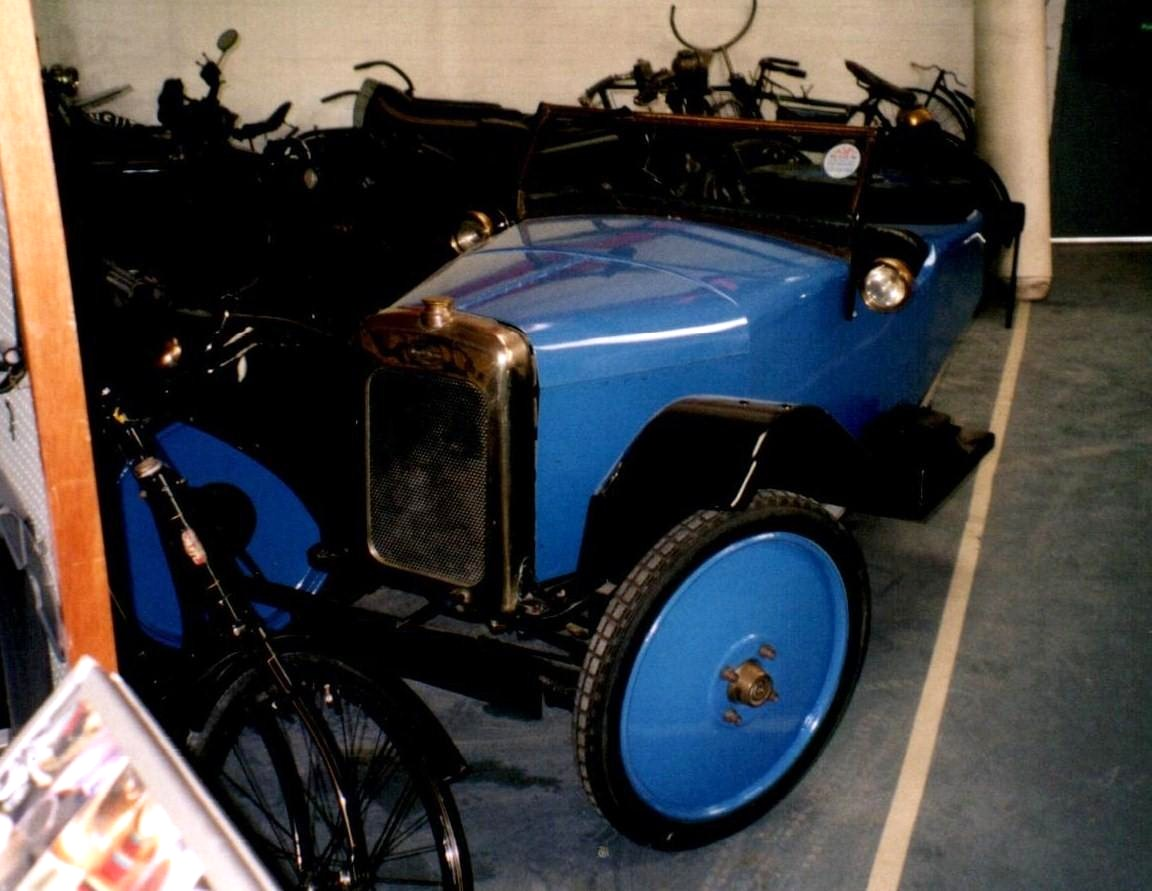
Coventry-Premier von 1920

Coventry-Premier war ein britischer Hersteller von Automobilen.

## Unternehmensgeschichte
Das Unternehmen Coventry-Premier Limited aus Coventry entstand 1914 als Nachfolgegesellschaft der Premier Cycle Company. 1919 begann die Produktion von Automobilen. 1920 übernahm Singer das Unternehmen. 1923 wurde die Produktion eingestellt.

## Fahrzeuge
Das erste Modell 8 HP war ein Dreirad-Cyclecar, bei dem sich das einzelne Rad hinten befand. Es war mit einem V2-Motor mit 1056 cm³ Hubraum ausgestattet. Später war dieses Modell auch mit vier Rädern lieferbar. Ab 1922 folgte das Modell 10 HP mit einem Vierzylindermotor von Singer mit 1097 cm³ Hubraum.
Ein Fahrzeug dieser Marke ist im Coventry Transport Museum in Coventry zu besichtigen.